# Przekleństwo (powieść)
Przekleństwo – powieść Karola Bunscha z 1973 roku należąca do cyklu Powieści Piastowskie. Akcja powieści toczy się w latach 1086–1089. Bohaterem jest młody Mieszko syn Bolesława Szczodrego. Powieść opisuje losy Mieszka od chwili powrotu do kraju rządzonego przez jego stryja Władysława.

## Opis fabuły
Młody Mieszko powraca z wygnania z Węgier dzięki wymuszonemu przez jego babkę Dobroniegę pozwoleniu stryja Włodzisława. Zgodnie z obietnicą babki złożoną stryjowi, Mieszko nie zamierza domagać się władzy należnej mu po ojcu, jednak nadzieja pokładana w nim przez możnych jak i prosty lud zmęczony panowaniem wszechwładnego palatyna Sieciecha, mimowolnie naprowadza go na tę drogę. Młody i niedoświadczony Mieszko próbuje pogodzić obietnicę daną stryjowi z oczekiwaniami w nim pokładanymi, jednocześnie coraz bardziej zdaje sobie sprawę z zagrożenia, jakie niesie ze sobą jego pochodzenie. Sieciech nie zamierza biernie czekać na rozwój wypadków – postanawia pozbyć się niebezpiecznego pretendenta do tronu.